# Ван Ихань (бадминтонистка)
Ван Иха́нь (кит. упр. 王仪涵, пиньинь Wáng Yíhán, род.18 января 1988) — китайская бадминтонистка, чемпион мира и призёр Олимпийских игр.
Ван Ихань родилась в 1988 году в Шанхае. В 2011 году она стала чемпионкой мира в одиночном разряде. В 2012 году Ван Ихань завоевала серебряную медаль Олимпийских игр.